# Egesina aspersa
Egesina aspersa là một loài bọ cánh cứng trong họ Cerambycidae.